# Wilson Garang Chan
Wilson Garang Chan (* 1969) je súdánským anglikánským misionářem a biskupem.
Pochází z kmene Dinků. Jako dítě uprchl před občanskou válkou a dětství prožil v uprchlickém táboře v Etiopii. Vystudoval biblickou školu v Keni. Od roku 1992 působil jako misionář v jižním Súdánu. Založil několik sborů, které dohromady vytvořily diecézi Reformované episkopální církve Súdánu se sídlem v Aweilu, jejímž se stal biskupem. Biskupské svěcení přijal 13. dubna 2004 ve městě Thika. V jeho diecézi žije asi 15 000 anglikánských křesťanů (údaj z r. 2007).